# Frederik Muller Jzn
Frederik Muller Jzn (Haarlem, 26 februari 1883 – Leiden, 28 december 1944) was een Nederlands classicus, hoogleraar Latijn aan de Universiteit van Amsterdam en die van Leiden. Hij is in Nederland vooral bekend door zijn Griekse en Latijnse woordenboeken.

## Leven
Muller doorliep het gymnasium te Leiden van 1895 tot 1901; hier had hij als leraar klassieke talen P.H. Damsté. Na in Groningen zijn kandidaats te hebben behaald, voltooide hij in 1907 zijn studie klassieke talen in Utrecht, waar hij ook colleges liep bij de Sankritist Willem Caland. Daarna heeft hij in Parijs college gelopen bij de taalkundige Antoine Meillet, in Leipzig bij Karl Brugmann, en te Halle bij Georg Wissowa en Friedrich Bechtel. Na terugkomst in Nederland promoveerde hij in 1910 cum laude bij P.H. Damsté (die inmiddels hoogleraar in Utrecht was geworden) op een onderwerp dat hem door zijn leermeesters te Halle was gesuggereerd: een onderzoek in hoeverre de studie van de etymologie bij de Romeinen afhankelijk was van eerdere Griekse studies op dit gebied. 
Hij trouwde op 28 december 1910 en werd leraar, eerst in Zwolle, daarna te Utrecht, en sinds 1913 in Den Haag. In zijn vrije tijd was hij begonnen met de voorbereiding voor het deel 'Italische Dialecten' van een heruitgave van August Ficks Vergleichendes Wörterbuch der indogermanischen Sprachen. De Eerste Wereldoorlog heeft het verschijnen hiervan in de weg gestaan. Een deel van Mullers onderzoekingen is evenwel vastgelegd in zijn Latijnsche woordverklaringen op semantisch-taalhistorischen grondslag. In 1919 werd Muller Jzn in Amsterdam benoemd tot hoogleraar Latijn als opvolger van de op 62-jarige leeftijd overleden Jan Wibertus Beck. Twee jaar later accepteerde hij de uitnodiging van de Leidse universiteit om aldaar deze zelfde leerstoel te bekleden, als opvolger van J.J. Hartman. Hier bleef hij werkzaam tot aan zijn overlijden. Muller Jzn was sinds 1925 lid van de KNAW.
Muller Jzn. bezat een eigenzinnig en wilskrachtig karakter, maar op het eind van zijn leven nam volgens zijn leerling J.H. Waszink zijn eigengereidheid toe, hetgeen ertoe leidde dat hij zijn pro-Duitse gezindheid ook na het uitbreken van de Tweede Wereldoorlog niet heeft laten varen. Hij was dan ook lid van de Nederlandsche Kultuurraad.

## Werk
Muller Jzn. had speciale belangstelling voor de (historische) taalkunde; dat blijkt al direct uit zijn proefschrift. 
Gevraagd door uitgeverij J.P. Wolters of hij een nieuwe editie van het Griekse woordenboek van A.G.H.P. van den Es wilde verzorgen, kwam Muller met voorstel een geheel nieuw Grieks woordenboek samen te stellen. Zijn beoogd publiek bestond hierbij niet langer alleen uit gymnasiasten, maar ook studenten en leraren. Daarom voegde hij aan tal van  lemmata korte etymologische notities toe. In de loop van de drie edities van dit woordenboek werd het werk van steeds meer Griekse schrijvers geïncorporeerd. Voor die tijd betrekkelijk nieuw was dat ook op papyri overgeleverde teksten waren meegenomen. Opmerkelijk is verder dat een hoogleraar Latijn verantwoordelijk was voor dit Griekse woordenboek.
Daarna verzorgde Muller de derde en vierde editie van het Latijnse woordenboek van Van Wageningen. Ook hier werden lemmata van een taalkundige inleiding voorzien.
In 1926 verscheen zijn wetenschappelijke hoofdwerk, het zeer specialistische Altitalisches Wörterbuch. Dit boek verscheen in de serie Göttinger Sammlung indogermanischer Grammatiken und Wörterbücher en is een etymologisch woordenboek waarvan de lemmata bestaan uit de (volgens Muller) 'oer-italische' vorm van latijnse en oskisch-umbrische woorden.
Hiermee was de reeks van zijn grote taalkundige werken, die getuigen van een buitengewone werkkracht, afgesloten. Hij verzorgde nu herdrukken van zijn woordenboeken, schreef tal van filologische artikelen, en begon zich ook meer bezig te houden met romeinse godsdienstgeschiedenis. Hiervan benadrukte hij de Italische elementen, daarmee bewust ingaand tegen de overheersende trend om al wat romeins was terug te voeren tot Griekse voorbeelden.

## Publicaties in boekvorm
- 1910: De veterum imprimis Romanorum studiis etymologicis. Pars Prior. Proefschrift over antieke taaltheorieën, zoals die van Plato, Aristoteles, de Stoïcijnen, Lucius Aelius Stilo en, het uitgebreidst van allen, Varro (Varro was de auteur van een boek over de Latijnse taal: De lingua latina libri XXV ) Het Pars Prior (eerste deel) uit de titel geeft aan dat Muller Jzn. van plan was later de ontwikkeling van de etymologie te Roma na Varro (bijvoorbeeld Isidorus, auteur van de Etymologiarum libri viginti) te behandelen. Dit vervolgdeel is nooit verschenen.
- 1919: Syntaxis: Latijnse syntaxis, deel twee van een Latijnsche Leergang voor Gymnasia en Lycea.
- 1919: Cicero in zijn blijvende beteekenis. Rede ter aanvaarding van het hoogleeraarsambt aan de universiteit van Amsterdam.
- 1920: Latijnsche woordverklaringen op semantisch-taalhistorischen grondslag.
- 1920: Grieksch Woordenboek.
- 1921: Grieksche kunstgeschiedenis.
- 1921: Derde druk van het Latijnsch Woordenboek van J. van Wageningen.
- 1921: De Confessiones van Augustinus. Inaugurele rede, uitgesproken bij de aanvaarding van zijn hoogleeraarschap te Leiden.
- 1926: Altitalisches Wörterbuch.
- 1927: Augustus. Over de relatie van de titel 'Augustus' met de Romeinse religie.
- 1928: Samen met E.H. Renkema: Beknopt Latijnsch-Nederlandsch Woordenboek.
- 1932: De "Komst" van den Hemelgod. Over antieke godsdienstgeschiedenis.
- 1934: De beteekenis van het Labyrinth. Over antieke godsdienstgeschiedenis.
- 1933: Samen met J.H. Thiel: Beknopt Grieksch-Nederlandsch Woordenboek.
- 1940: Het reveil van Augustus. Diesrede uitgesproken als rector magnificus der Leidse Universiteit op 8 februari 1940.

- Bibliothèque nationale de France: cb107431811 (data)
- Biografisch Portaal: 54513327
- Digitale Bibliotheek voor de Nederlandse Letteren: mull154
- Gemeinsame Normdatei: 10178418X
- International Standard Name Identifier: 0000 0000 8086 0473
- Library of Congress Control Number: nb99123419
- Nationale Bibliotheek van Israël: 987007282750305171
- Nederlandse Thesaurus van Auteursnamen: 068560834
- Système universitaire de documentation: 110939298
- Virtual International Authority File: 7382337
- WorldCat: E39PBJqFRWgVRBwx4rCq3RGfv3